# Europäische Privatgesellschaft
Die Europäische Privatgesellschaft (lateinisch Societas Privata Europaea, SPE) war die geplante Rechtsform einer europäischen Kapitalgesellschaft für kleine und mittlere Unternehmen (KMU). Mit ihr sollte es ursprünglich ab dem 1. Juli 2010 möglich sein, kleine Unternehmen nach weitgehend einheitlichen Rechtsprinzipien innerhalb der Europäischen Union zu gründen. Sie sollte eine Ergänzung zur auf größere Unternehmen ausgerichteten Europäischen Gesellschaft (SE, Europäische Aktiengesellschaft) darstellen.
Das 2009 initiierte Projekt der Schaffung einer „Societas Privata Europaea“ (SPE) wurde durch die EU-Kommission am 2. Oktober 2013 zu Gunsten des Projektes der Schaffung einer Societas Unius Personae (SUP) aufgegeben.

## Vorteile
Europaweit tätigen kleinen und mittleren Unternehmen sollte die SPE ermöglichen, Tochtergesellschaften mit europaweit geltenden Normen zu gründen. Sie wären dann nicht mehr in jedem EU-Mitgliedsland mit unterschiedlichen Rechtsgrundlagen konfrontiert. Ziel war die Einsparung von Beratungskosten und die schnelle und unbürokratische Neugründung. Eine grenzüberschreitende Verlegung des Registersitzes sollte ohne Auflösung und Neugründung der Gesellschaft möglich werden.

## Gründungsbedingungen
Nach dem Entwurf der Europäischen Kommission galten folgende Eckpunkte:
- Gründer sollten eine oder mehrere natürliche oder juristische Personen sein.
- Das Mindestkapital sollte 1 Euro betragen (sofern eine Solvenzbescheinigung vorliegt, anderenfalls 8000 Euro).[3]
- Die Trennung von Registersitz und Verwaltung sollte möglich sein.
- Die Leitungsorgane sollten entweder nach dem dualistischen oder dem monistischen Modell gestaltet werden.
- Die Besteuerung, die Rechnungslegung und der Umgang mit Insolvenzen sollte sich nach nationalem Recht richten.

## Gesetzgebungsverfahren
Der Entwurf für die SPE war Teil des Small Business Act der Europäischen Kommission, der kleinen und mittleren Betrieben Erleichterungen im EU-Binnenmarkt gewähren soll.
Am 10. März 2009 wurde der Entwurf im Europäischen Parlament behandelt und genehmigt. Die Mitbestimmung sollte ähnlich dem Verfahren bei der Europäischen Aktiengesellschaft geregelt werden. Zudem sollte ein europäisches Register für die SPE eingerichtet werden.
Der Rat der Europäischen Union sollte noch über den Entwurf der EG-Verordnung beraten.
Am 3./4. Dezember 2009 hat der Europäische Wettbewerbsfähigkeitsrat eine weitere Überarbeitung des Statuts zur Europäischen Privatgesellschaft beschlossen. Daher wurde das Ziel, die SPE noch Mitte 2010 verfügbar zu machen, nicht erreicht. Seitens der nationalen Gesetzgeber gab es diversen Widerstand gegen die SPE, die auch als Konkurrenz zu nationalen Rechtsformen (wie zum Beispiel der UG (haftungsbeschränkt) in Deutschland) gesehen wurde.
Der Deutsche Bundestag hat eine Petition, mit der die Petenten die Zustimmung zur sofortigen Einführung der europäischen Unternehmensform Societas Privata Europaea forderten, am 14. Juni 2012 abschließend beraten und beschlossen, die Petition der Bundesregierung – dem Bundesministerium der Justiz – als Material zu überweisen und den Fraktionen des Deutschen Bundestages zur Kenntnis zu geben.
Die Bundesregierung hat zuletzt in der Antwort auf eine Große Anfrage zur Situation des Mittelstands ihre Haltung zur SPE erläutert. Danach wird die Einführung der SPE grundsätzlich unterstützt, allerdings bestehen europaweit sehr unterschiedliche Vorstellungen zur Ausgestaltung. Aus deutscher Sicht wurde u. a. die Wahrung der Mitbestimmungsrechte betont.
Die Kommission beschloss (im Rahmen des Programms REFIT7) wegen anhaltender Widerstände gegen dieses Projekt, den SPE-Vorschlag zurückzuziehen „und kündigte an, stattdessen einen Vorschlag für eine alternative Maßnahme vorzulegen, mit der zumindest einige der im SPE-Vorschlag behandelten Probleme gelöst werden sollen“. Nach dem SPE-Vorschlag sollen weitere Initiativen auf den Weg gebracht werden, „um die Möglichkeiten für grenzüberschreitende Tätigkeiten von KMU zu verbessern“ (siehe hierzu: Societas Unius Personae).